# Samira

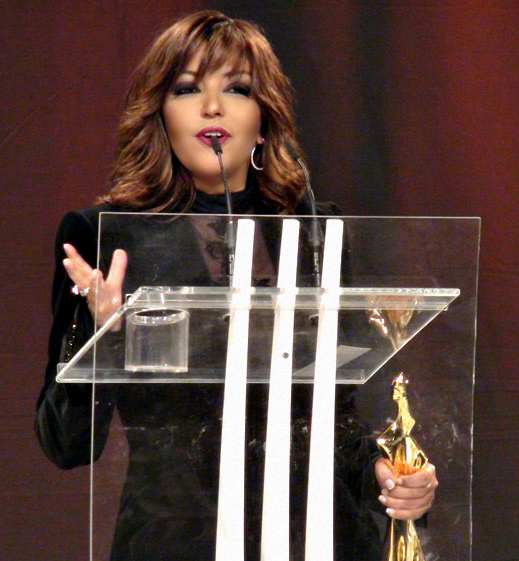
Samira Said, 2011.

Samira är ett kvinnonamn som betyder "månens skönhet", "stjärna". I Sverige finns 2629 bärare.

## Kända personer med namnet
- Samira Said, marockansk sångerska
- Samira Shahbandar, Saddam Husseins andra hustru